# Cryptocarya cercophylla
Cryptocarya cercophylla är en lagerväxtart som beskrevs av W.E.Cooper. Cryptocarya cercophylla ingår i släktet Cryptocarya och familjen lagerväxter. Inga underarter finns listade i Catalogue of Life.